# Kim Nielsen (Schauspielerin)
Kim Nielsen ist eine US-amerikanische Schauspielerin.

## Leben
Nielsen übernahm erste Rollen 2006 in Grain und 2008 im Kurzfilm Detect This!, ist aber erst seit 2013 regelmäßig in Filmproduktionen zu sehen. Sie übernahm die Rolle der Dr. Ellen Rogers 2016 in dem Tierhorrorfilm Zoombies – Der Tag der Tiere ist da! sowie der Fortsetzung Zoombies 2 – Die Rache der Tiere. Dieselbe Rolle übernahm sie 2021 in dem Tierhorrorfilm Aquarium of the Dead. Weitere Rollenbesetzungen übernahm sie 2016 in The Amityville Terror oder 2017 in Oceans Rising und Naked People Every Where.

## Filmografie
- 2006: Grain
- 2008: Detect This! (Kurzfilm)
- 2013: Improvise (Fernsehfilm)
- 2013: Power of Love (Kurzfilm)
- 2014: Love, Lust and Heartbreak (Fernsehfilm)
- 2014: Bacon Grease (Kurzfilm)
- 2015: Homes of Horror (Fernsehserie)
- 2015: Hello, Charlie (Kurzfilm)
- 2016: Father’s Will (Kurzfilm)
- 2016: Zoombies – Der Tag der Tiere ist da! (Zoombies)
- 2016: Escape from the Zoombies (Videospiel)
- 2016: The Amityville Terror
- 2016: Greetings from Maplevision (Kurzfilm)
- 2016: Relapse
- 2016: A Lovely Afternoon (Kurzfilm)
- 2016: Mediocre (Kurzfilm)
- 2017: Oceans Rising
- 2017: Tess Broadway (Kurzfilm)
- 2017: Shell Shocked (Kurzfilm)
- 2017: Love & Litigation (Kurzfilm)
- 2017: Naked People Every Where
- 2019: Zoombies 2 – Die Rache der Tiere (Zoombies 2)
- 2021: Aquarium of the Dead